# Flirting with Disaster (film)
Flirting with Disaster is een Amerikaanse komische film uit 1996, geschreven en geregisseerd door David O. Russell. De productie werd genomineerd voor onder meer de Golden Satellite Award voor beste film in de categorie komedie of musical en voor de Independent Spirit Awards voor beste regisseur, beste scenario, beste bijrolspeler (Richard Jenkins) en beste bijrolspeelster (Lily Tomlin).

## Verhaal
Mel Coplin en zijn vrouw Nancy raken het niet eens over een naam voor hun pasgeboren zoon. Mel is indertijd geadopteerd door zijn joodse ouders Pearl en Ed, en hij vindt dat hij er eerst achter moet komen waar hij vandaan komt. Hij vertrekt met de psychologiestudente Tina Kalb op een zoektocht naar zijn biologische ouders. Ze trekken hierbij de aandacht van de federale agenten Paul en Tony.

## Rolverdeling
| Acteur            | Personage           |
| ----------------- | ------------------- |
| Ben Stiller       | Mel Coplin          |
| Patricia Arquette | Nancy Coplin        |
| Téa Leoni         | Tina Kalb           |
| Mary Tyler Moore  | Pearl Coplin        |
| George Segal      | Ed Coplin           |
| Alan Alda         | Richard Schlichting |
| Lily Tomlin       | Mary Schlichting    |
| Richard Jenkins   | Agent Paul Harmon   |
| Josh Brolin       | Agent Tony Kent     |